# 蔡永業
蔡永業，CBE，JP（Gerald H Choa ,     1921年3月21日﹣2001年12月3日），香港醫生，教育家。曾任香港醫務衞生署署長，為香港中文大學醫學院創院院長。

## 生平
為開埠早期買辦蔡立志家族成員，祖籍福建，香港出生。1938年香港華仁書院畢業後，入讀香港大學醫學院。1941年日軍入侵香港，香港大學停課，蔡永業返回中國。得當時港大醫學院院長王國棟安排，入讀於成都華西大學復校之齊魯大學。1945年二戰結束前，獲齊魯大學頒授醫學學位。1946年，香港大學重開。據王國棟戰時之安排，由英國樞密院指令，香港大學特別通過授予內外全科學士。1947年赴英國深造，獲利物浦大學熱帶病學文憑，皇家內科醫學院院士（MRCP）。1949年至 1956年，於港大任講師，教授內科。1960年獲香港大學醫學博士。1956年至1967年，入職醫務署，為瑪麗醫院首位華人內科顧問醫生及高級顧問醫生。1967年離開瑪麗醫院，任醫務衛生署副署長，1970年升任署長。並先後獲委任為行政、立法局官守議員。1976年退休離開政府，加入香港中文大學，籌劃開創香港第二間醫學院， 1977年起出任創院院長至1986年退休。1979年﹣1987年期間，兼任香港中文大學副校長。
蔡永業業餘時間研究香港醫學史，著作有《何啟的一生及其時代》等。

## 醫學專業資格
- 香港大學內外全科醫學士
- 香港大學醫學博士
- 利物浦大學熱帶病學文憑
- 英國皇家內科醫學院院士 MRCP
- 愛丁堡皇家內科醫學院榮授院士 FRCP
- 英國社會醫學科醫學院榮授院士

## 其他榮譽
- 香港中文大學榮譽法學博士
- 香港大學名譽大學院士

## 外部連結
- 中文大學校刊 （页面存档备份，存于）
- 立法局議員資料庫 （页面存档备份，存于）